# Jelle Verbeke
Jelle Verbeke is een Belgisch boogschutter.

## Levensloop
Verbeke werd Europees kampioen staande wip in 2013.
Hij is aangesloten bij KHM Sint Sebastiaan uit Zeveneken.